# ジョヴァンナ・フラテリーニ
ジョヴァンナ・フラテリーニ（Giovanna Fratellini、結婚前の名前はGiovanna Marmocchini Cortesi、1666年10月27日 - 1731年4月18日）は、イタリアの画家。フィレンツェなどで働き、肖像画を描いた。

## 略歴
フィレンツェの名家に生まれた。トスカーナ大公フェルディナンド2世・デ・メディチの公妃、ヴィットーリア・デッラ・ローヴェレに仕える女官になった。公妃の支援で芸術を学び、画家のアントン・ドメニコ・ガビアーニ(Anton Domenico Gabbiani)らに学んだ。宮廷で音楽や絵画を学び、油彩やパステル画、エナメルミニアチュールなどを描いた。肖像画を得意としたが、神話を題材にした作品なども描いた。
18歳になった1684年にジョヴァンニ・フラテリーニ(Giovanni Fratellini)と結婚し、1690年に息子が生まれた 。
シエーナのトスカーナ大公子妃、ヴィオランテ・ベアトリーチェ・ディ・バヴィエーラに依頼されて宮廷の多くの女性も描いた。トスカーナ大公妃に命じられて、ボローニャに送られ、大公妃の義理の妹、マリア・クレメンティナ・ソビエスカ（追放されたイングランドの老僭王ジェームズ・フランシス・ステュアートの妃）の肖像画も描いた。またヴェネツィアに旅し、ヴィオランテ・ベアトリーチェの親族の肖像画も描いた。
ヴェネツィア滞在中に、ヴェネツィア出身の肖像画家で後にヨーロッパで高い人気を得た、ロザルバ・カッリエーラ(1675-1757)と会ったとされている。同時代のイタリアの女性肖像画家としてフラテリーニとカッリエーラは比較されることになる。 
1706年にフィレンツェの絵画アカデミーに入会し、1710年に正会員に選ばれた。フィレンチェ生まれの女性画家、マリア・マダレーナ・バルダッチ(Maria Maddalena Baldacci: 1718–1782)やヴィオランテ・ベアトリーチェ・シリエ(1709-1783)を指導した。

## 作品

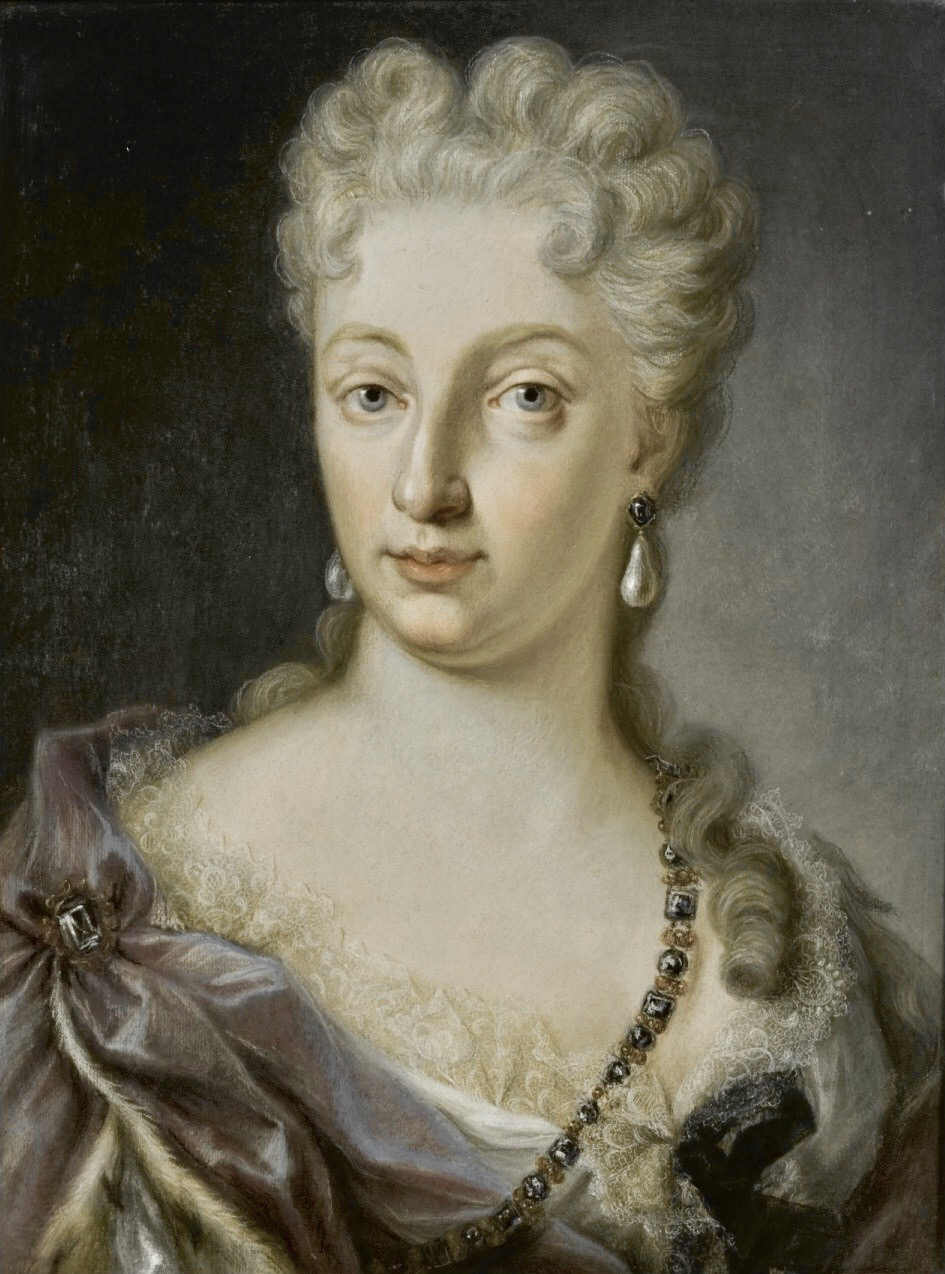
ヴィオランテ・ベアトリーチェ・ディ・バヴィエーラ(1720)
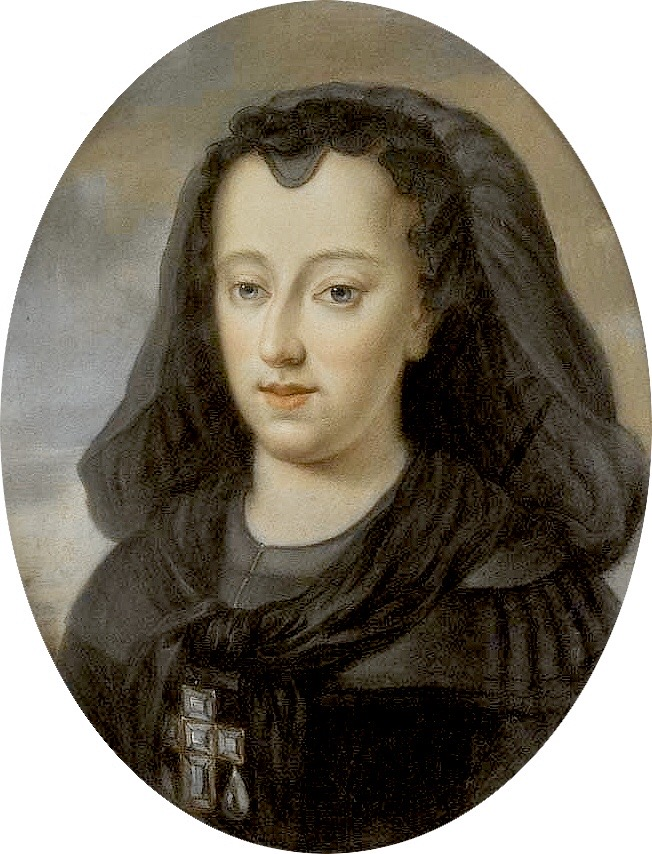
ヴィオランテ・ベアトリーチェ・ディ・バヴィエーラ
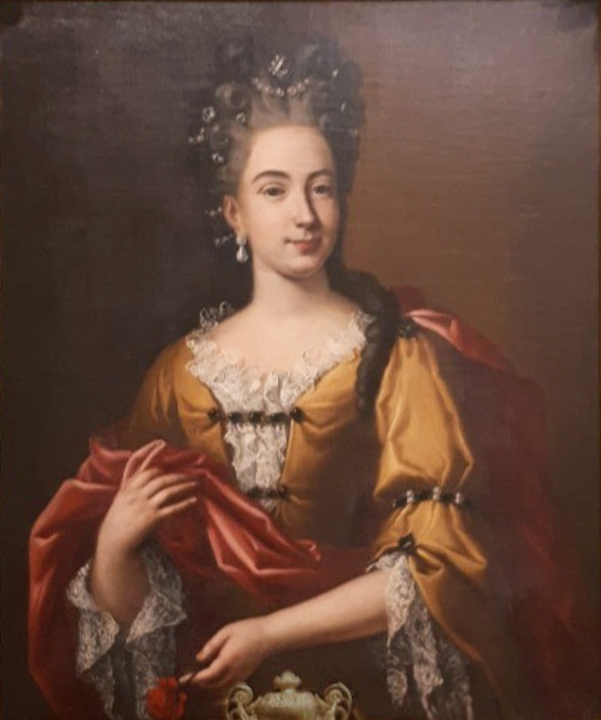
Isabella Medici
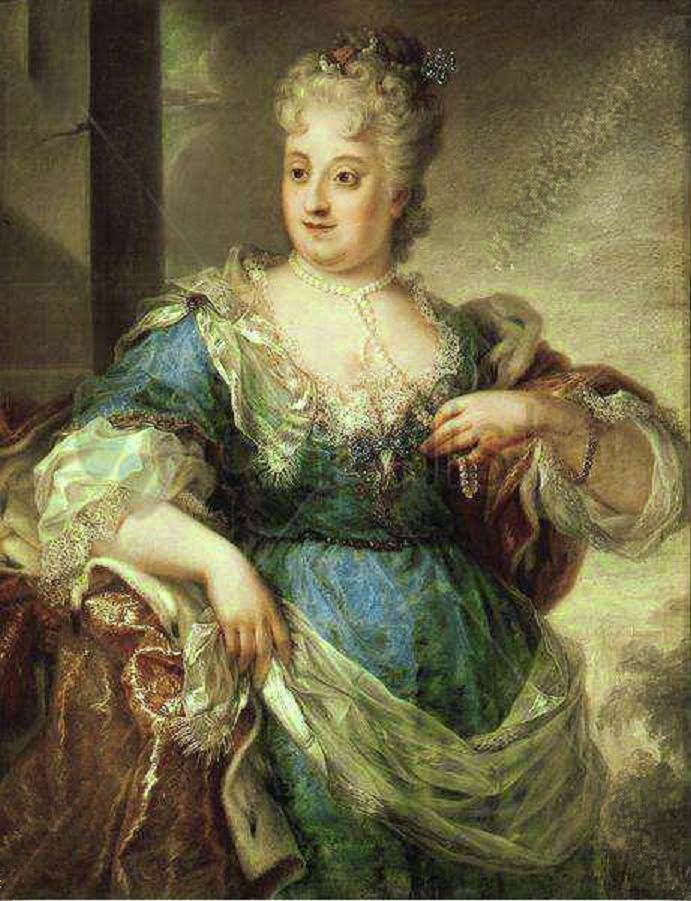
Eleonora Luisa Gonzaga（グアスタッラ公の娘）

## 関連文献
- An Enamelled Portrait by Giovanna Fratellini, Marvin Chauncey Ross. The Burlington Magazine for Connoisseurs, Vol. 89, No. 536 (Nov., 1947), pp. 314+316-317
- Grove Encyclopedia of Art, abstract.
- Seeing Ourselves: Women's Self-Portraits, Frances Borzello, p. 62.